# Ernesto Martínez de Cabredo
Ernesto Martínez de Cabredo Arrieta (Azcoitia, Guipúzcoa, 1961) es un ingeniero y político español. Es el actual director general de Obras Hidráulicas de la Diputación Foral de Guipúzcoa

## Biografía
Ernesto ha sido director general de Ura-Agencia Vasca del Agua del Gobierno Vasco desde diciembre de 2016 hasta octubre de 2024. Ingeniero de Caminos, Canales y Puertos por la Universidad de Cantabria (1980 a 1986), ocupó el puesto de director general de Euskal Trenbide Sarea - Red Ferroviaria Vasca.
En octubre de 2024 fue nombrado director general de Obras Hidráulicas de la Diputación Foral de Guipúzcoa.

## Cargos ocupados
- Director general de Euskal Trenbide Sarea - Red Ferroviaria Vasca (2020-2024).[2]
- Director general de Obras Hidráulicas de la Diputación Foral de Guipúzcoa (2024-actualidad).[4]